# Edith Mathis
Edith Mathis (Lucerna, 11 de febrero de 1938-Salzburgo, 9 de febrero de 2025) fue una soprano suiza. 

## Vida y carrera
Estudió en Lucerna y allí debutó en 1956 con La flauta mágica. Debido a su agradable físico y su voz chispeante, Edith Mathis pronto se convirtió en una soprano ligera muy solicitada.
Mozart fue una de sus especialidades, incluyendo entre sus interpretaciones el personaje de Cherubino de Las bodas de Fígaro, Zerlina en Don Giovanni, Despina en Così fan tutte y Pamina en La flauta mágica. Otros roles que canto incluyen Sophie y la Mariscala en Der Rosenkavalier y Agathe y Aennchen en Der Freischütz, y Marzelline en Fidelio. Cantó en los estrenos de las óperas Der Zerissene (von Einem), Der Junge Lord (Henze) y Le Roi Berénger (Heinrich Sutermeister). 
Igualmente ha sido una excelente intérprete de oratorios, en particular cantatas compuestas por Johann Sebastian Bach y lieder.
Desde 1991 Edith Mathis es profesora de interpretación de lieder y oratorios en la Universidad de Música y Arte Dramático de Viena. Ocasionalmente, imparte cursos en otros lugares del mundo.

## Distinciones
- Anillo Hans Reinhart (1978).
- Medalla Mozart del Mozarteum de Salzburgo.
- Premio de las Artes de la ciudad de Lucerna.
- Premio Buxtehude del Senado de Lübeck.
- Prix Mondial du Disque (Montreux).
- 1980 Bayerische Kammersängerin (cantante de cámara de Baviera).

## Discografía
De su amplia discografía, cabe destacar:
- Bruckner: Misas 1-3, con Mathis, Schiml, Ochman, Ridderbusch; Stader, Hellman, Haefliger, Borg; Coro y Orquesta de la Radiodifusión Bávara, dirigida por Eugen Jochum (DG).
- Telemann: Der getreue Music-Meister, con Mathis, Toepper, Haefliger, Unger, McDaniel, Coro Bach de Wuerzburg (DG).

Además, ha grabado cantatas de Bach con dirección de Karl Richter, entre las que puede citarse:
- Cantata n.º 140, Wachet auf, ruft uns die Stimme (Despertad), con Mathis, Schreier, Fischer-Dieskau, Coro y Orquesta Bach de Múnich (Archiv).
- Pasión según San Mateo, BWV 244, con Mathis, J. Baker, P. Schreier, D. Fischer-Dieskau, M. Salminen, Coro de la catedral de Regensburg, Coro y Orquesta Bach de Múnich (Archiv).

Por último, pueden mencionarse sus numerosas grabaciones de óperas de Mozart para Philips, en particular las más infrecuentes: Apollo et Hyacinthus, con dirección de Leopold Hager (Integral de obras de Mozart, vol. 26); Ascanio in Alba, con dirección de Leopold Hager (Integral de obras de Mozart, vol. 30); Il sogno di Scipione, con dirección de Leopold Hager (Integral de obras de Mozart, vol. 31); Lucio Silla, con dirección de Leopold Hager (Integral de obras de Mozart, vol. 32) y Zaide, con dirección de Bernhard Klee (Integral de obras de Mozart, vol. 36).